# Episodi di The Americans (terza stagione)

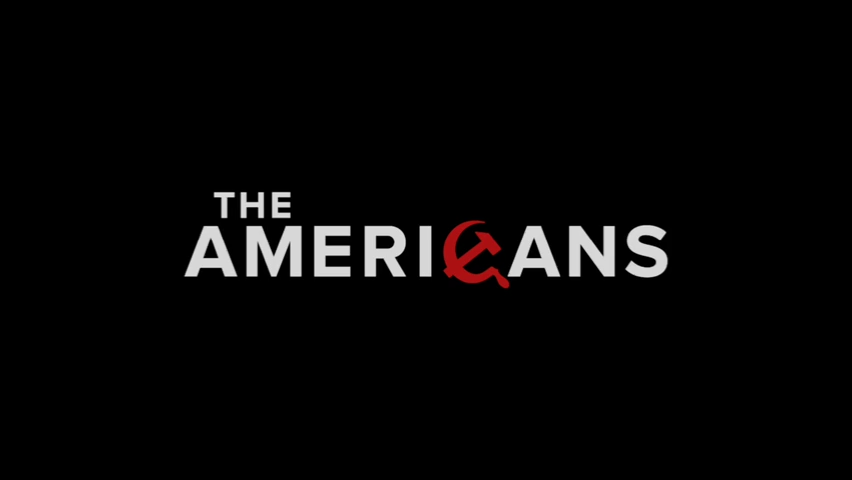
Logo della serie televisiva

La terza stagione della serie televisiva The Americans è stata trasmessa in prima visione assoluta negli Stati Uniti dal canale FX dal 28 gennaio al 22 aprile 2015.
In Italia la stagione è stata trasmessa in prima visione satellitare da Fox, canale a pagamento della piattaforma Sky, dal 30 ottobre 2015 al 15 gennaio 2016.
| nº | Titolo originale                        | Titolo italiano                | Prima TV USA     | Prima TV Italia  |
| -- | --------------------------------------- | ------------------------------ | ---------------- | ---------------- |
| 1  | EST Men                                 | Madre e figlia                 | 28 gennaio 2015  | 30 ottobre 2015  |
| 2  | Baggage                                 | La valigia                     | 4 febbraio 2015  | 6 novembre 2015  |
| 3  | Open House                              | Casa in vendita                | 11 febbraio 2015 | 13 novembre 2015 |
| 4  | Dimebag                                 | Guerra fredda in famiglia      | 18 febbraio 2015 | 20 novembre 2015 |
| 5  | Salang Pass                             | La coscienza                   | 25 febbraio 2015 | 27 novembre 2015 |
| 6  | Born Again                              | Rinato                         | 4 marzo 2015     | 4 dicembre 2015  |
| 7  | Walter Taffet                           | Walter Taffet                  | 11 marzo 2015    | 11 dicembre 2015 |
| 8  | Divestment                              | Cessione                       | 18 marzo 2015    | 18 dicembre 2015 |
| 9  | Do Mail Robots Dream of Electric Sheep? | Il cacciatore di androidi      | 25 marzo 2015    | 25 dicembre 2015 |
| 10 | Stingers                                | Stoccata                       | 1º aprile 2015   | 1º gennaio 2016  |
| 11 | One Day in the Life of Anton Baklanov   | Una giornata di Anton Baklanov | 8 aprile 2015    | 8 gennaio 2016   |
| 12 | I Am Abassin Zadran                     | Sono Abassin Zadran            | 15 aprile 2015   | 15 gennaio 2016  |
| 13 | March 8, 1983                           | 8 marzo 1983                   | 22 aprile 2015   | 15 gennaio 2016  |

## Madre e figlia
- Titolo originale: EST Men
- Diretto da: Daniel Sackheim
- Scritto da: Joel Fields e Joe Weisberg

### Trama
Elizabeth incontra un ex agente della CIA, che le consegna una lista con i nomi di alcuni agenti. Tuttavia, dopo l'incontro, Elizabeth viene seguita da Gaad e da un altro agente, si scontra con loro, ferendo se stessa e i due agenti, e perde la lista. Più tardi, Philip ed Elizabeth incontrano il loro mentore Gabriel (Frank Langella), che consiglia loro di far arruolare Paige. Philip, contrario all'idea, litiga con Elizabeth. Annalise confessa a Philip di essersi innamorata di Yousaf; nonostante questo l'uomo le chiede di continuare a estorcere informazioni all'ufficiale. Mentre Annalise ha un rapporto sessuale con Yousaf, gli confessa di essere una spia e l'uomo la strangola. Philip arriva troppo tardi per salvarla, ma offre comunque il suo aiuto a Yousaf. Nel frattempo, Stan partecipa a un incontro dell'EST, ma si rifiuta di accettare le loro idee.

## La valigia
- Titolo original: Baggage
- Diretto da: Daniel Sackheim
- Scritto da: Joel Fields e Joe Weisberg

### Trama
Philip ed Elizabeth si sbarazzano del corpo di Annelise. La sua morte lascia Philip sconvolto, e lo convince che arruolare Paige non sia una buona idea. Nina, arrestata per tradimento, è rinchiusa in una prigione a Mosca e deve condividere la sua cella con un'altra donna che afferma di essere innocente. Furioso con Stan per l'arresto della donna, Oleg lo affronta in un vicolo, minacciando di ucciderlo, ma alla fine lo lascia andare. Stan, sconvolto, chiama Sandra, sperando di farle presto visita. Gaad ordina a Stan di occuparsi di Zinaida, una disertrice dell'Istituto per gli studi sull'America e sul Canada.

## Casa in vendita
- Titolo originale: Open House
- Diretto da: Thomas Schlamme
- Scritto da: Stuart Zicherman

### Trama
Sotto copertura, Philip ed Elizabeth riescono a piazzare una cimice nel telefono cellulare di un bersaglio, sperando di ottenere informazioni su come recuperare la lista perduta. Questo li mette ancora più in pericolo di essere scoperti dall'FBI e dalla CIA, dovendo seguire essi stessi il segnale. Elizabeth viene seguita e messa in trappola, ma Philip e il KGB riescono a salvarla. A casa, il dolore derivato dall'attacco precedente diventa insopportabile e Philip è costretto a estrarle alcuni denti rotti. Oleg non sa se rimanere in America o tornare in Russia, ma alla fine decide di rimanere.

## Guerra fredda in famiglia
- Titolo originale: Dimebag
- Diretto da: Thomas Schlamme
- Scritto da: Peter Ackerman

### Trama
Dopo aver scoperto che il loro bersaglio ha assunto Kimmy, figlia del capo della task force afghana della CIA, come babysitter, Philip è incaricato di arruolarla nonostante questa abbia quasi la stessa età di Paige. Nina viene spinta a ottenere una confessione dalla sua compagna di cella, Evi. Stan rivela pubblicamente la sua opinione durante un incontro dell'ETS, successivamente una donna di nome Tori gli chiede un appuntamento. Il compleanno di Paige si sta avvicinando e la ragazza chiede ai genitori di poter invitare a cena il reverendo Tim e sua moglie. Durante la cena, Paige rivela ai genitori di voler essere battezzata e i due ospiti appoggiano la sua decisione. Più tardi, Philip ed Elizabeth pensano che Paige abbia teso loro una trappola chiedendo di invitare a cena la coppia.

## La coscienza
- Titolo originale: Salang Pass
- Diretto da: Kevin Dowling
- Scritto da: Stephen Schiff

### Trama
Kimmy invita Philip a casa sua una sera in cui i suoi genitori non ci sono. Gabriel gli fornisce marijuana afgana e gli consiglia di ottenere informazioni dalla ragazza e di reclutare Paige, che ora vuole acquistare un vestito per il battesimo. Philip trova la ventiquattrore del padre di Kimmy che si rivela perfetta per piazzarvi una cimice. Elizabeth aiuta Lisa, un'impiegata della Northrop, ad ottenere una posizione lavorativa migliore, uccidendo un altro impiegato. Stan chiede aiuto a Oleg per scoprire se Zinaida sia in realtà una spia russa che si finge disertore, promettendogli il rilascio di Nina come moneta di scambio.

## Rinato
- Titolo originale: Born Again
- Diretto da: Kevin Dowling
- Scritto da: Tracey Scott Wilson

### Trama
Paige viene battezzata dal reverendo Tim, alla presenza di Philip ed Elizabeth. Più tardi, Tori e Stan cenano a casa dei Jenning, e nonostante Stan ammetta di considerare Sandra ancora sua moglie, lui e Tori hanno un rapporto sessuale. Gabriel rivela a Philip che il suo figlio illegittimo è ora un soldato in Afghanistan; questo costringe Philip ad aumentare le sue visite a casa di Kimmy per controllare la cimice, e Kimmy cerca di sedurlo. Nel frattempo, Nina si finge vulnerabile per spingere Evi a confessare il tradimento del suo fidanzato. Evi cade nella sua trappola e Nina viene ricompensata con un lauto pasto.

## Walter Taffet
- Titolo originale: Walter Taffet
- Diretto da: Noah Emmerich
- Scritto da: Lara Shapiro

### Trama
Dopo aver scoperto la passeggiata di Elizabeth e Paige nel quartiere dove viveva Gregory, Philip affronta sua moglie. Durante un incontro, Gaad scopre la cimice di Marta e l'ufficio si impegna in una caccia alla talpa. L'angoscia di Martha preoccupa Philip. Stan condivide con suo figlio una storia del suo passato. Paige inizia ad esplorare la storia della discriminazione razziale. Philip rivela a Elizabeth di avere un figlio illegittimo.

## Cessione
- Titolo originale: Divestment
- Diretto da: Dan Attias
- Scritto da: Joshua Brand

### Trama
Philip, Elizabeth e Reuben rapiscono due uomini, Todd e Venter, i quali sono sospettati di aver pianificato gli attacchi contro il movimento anti-Apartheid. Reuben uccide Venter, mentre Todd viene risparmiato quando rivela la posizione della bomba che non è riuscito a far esplodere. Walter Taffet, l'inquirente che si occupa dell'indagine sulla cimice, interroga lo staff di Gaad, inclusa Martha che più tardi affronta "Clark", smascherando la copertura di Philip. Elizabeth chiede aiuto a Gabriel per far ritirare dall'Afganistan Misha, il figlio di Philip. A Nina viene concessa una riduzione di pena, con la possibilità di totale amnistia nel caso in cui la donna riesca a rendere più produttive le ricerche del fisico russo Anton Baklonov. La donna incontra inoltre Vasil, l'ex capo della Rezidentura, che non l'ha ancora perdonata.

## Il cacciatore di androidi
- Titolo originale: Do Mail Robots Dream of Electric Sheep?
- Diretto da: Stephen Williams
- Scritto da: Joshua Brand

### Trama
Elizabeth rivela ad Hans che Todd lo ha visto nel luogo dove Venter è stato ucciso. Essendo preoccupato di venire escluso dalla altre missioni, Hans rintraccia Todd e lo uccide. Martha, che sembra determinata ad agire come se nulla fosse successo, rivela a Philip che il Robot della posta dell'FBI è stato mandato in manutenzione dopo che l'agente Gaad lo ha calciato e rotto. Philip ed Elizabeth si recano presso la struttura che si occupa della manutenzione per inserire una microspia all'interno del robot. Tuttavia vengono scoperti da Betty, un'anziana donna che si trova lì perché solita lavorare sui registri contabili nel mezzo della notte. Betty racconta ad Elizabeth molti dettagli della sua vita e della sua famiglia; commossa dalla sincerità della donna, Elizabeth le rivela di essere una spia russa prima di permettere a Betty, la quale sa che verrà uccisa, di ingerire tutte le sue medicine. Stan e Oleg raggiungono un tentato accordo per provare che Zinaida sia una talpa sovietica e assicurare in questo modo la libertà di Nina.

## Stoccata
- Titolo originale: Stingers
- Diretto da: Larysa Kondracki
- Scritto da: Joel Fields e Joe Weisberg

### Trama
Zinaida lascia un messaggio nel bagno di un cinema, confermando di essere una spia. Nella fabbrica russa, Anton dice a Nina di aver bisogno di alcune fotografie per portare avanti il suo lavoro. Dopo aver recuperato una registrazione del padre di Kimmy, Philip ed Elizabeth scoprono che l'ISI, i servizi segreti pakistani, hanno inviato un agente negli Stati Uniti per discutere il coinvolgimento americano in Afghanistan. Elizabeth si trasferisce in un hotel per assicurare una futura infiltrazione. L'amicizia tra Henry e Stan si consolida, mentre Paige, incoraggiata dal reverendo Tim, affronta i suoi genitori riguardo alla loro segretezza. Elizabeth e Philip, messi alle strette, le confessano di essere spie russe, ma l'avvertono di non rivelarlo a nessuno.

## Una giornata di Anton Baklanov
- Titolo originale: One Day in the Life of Anton Baklanov
- Diretto da: Andrew Bernstein
- Scritto da: Stephen Schiff e Tracey Scott Wilson

### Trama
Mentre le pressioni aumentano nell'ufficio dell'FBI, Martha rivela a Philip di essere preoccupata per il suo colloquio con l'agente Taffet. Paige cerca di abituarsi alla sua nuova realtà. Gabriel informa Elizabeth che sua madre sta per morire, cosa che spinge Philip a premere per una visita. Mentre sta facendo progressi all'hotel, Elizabeth riceve un ultimatum dal marito di Lisa. Anton Baklanov si abbandona ancora di più alla presa emotiva di Nina.

## Sono Abassin Zadran
- Titolo originale: I am Abassin Zadran
- Diretto da: Christopher Misiano
- Scritto da: Peter Ackerman e Stuart Zicherman

### Trama
Dopo aver scoperto che Paige ha preso alcune decisioni affrettate, Philip ed Elizabeth la affrontano. Stan è oggetto di controversie in ufficio riguardo al suo rapporto con Nina. Elizabeth supervisiona la sua prima missione con Lisa e suo marito. Dopo che Paige ha espresso le sue frustrazioni, Philip ed Elizabeth decidono che debba accompagnare Elizabeth in Russia. I Jennings si fingono agenti della CIA per manipolare e raccogliere informazioni da Abassin Zadran. Mentre Martha diventa ancora più irrequieta, Philip prova a mettere in atto un piano rischioso.

## 8 marzo 1983
- Titolo originale: March 8, 1983
- Diretto da: Daniel Sackheim
- Scritto da: Joel Fields e Joe Weisberg

### Trama
Elizabeth e Paige si recano in Germania Ovest, dove possono incontrare la madre di Elizabeth ma, sebbene quest'ultima creda che il viaggio abbia aiutato Paige ad approfondire il legame familiare, sua figlia si spaventa ancor di più. Philip uccide Gene, l'addetto ai computer dell'FBI, mettendo poi in scena la morte dell'uomo come se si trattasse di un suicidio, in modo che questo ponga fine alle indagini condotte da Taffet. Nel frattempo Stan rivela a Gaad il suo accordo per liberare Nina, rivelando che Zinaida è una spia: tuttavia il suo piano fallisce e Beeman viene quasi licenziato dall'FBI. Philip discute dei recenti eventi con Elizabeth, la quale viene distratta dal discorso di Reagan in televisione che definisce l'URSS l'impero del male. Nel frattempo, una sconvolta Paige chiama il suo reverendo per rivelargli che i suoi genitori sono russi.